# Pinnacle Foods
Pinnacle Foods, Inc. ist ein US-amerikanisches Lebensmittelunternehmen mit Sitz in Parsippany, New Jersey, das sich auf haltbare und tiefgekühlte Lebensmittel spezialisiert hat. Das Unternehmen wurde am 26. Oktober 2018 eine Tochtergesellschaft von Conagra Brands.

## Geschichte
Das Unternehmen wurde 1998 als Vlasic Foods International gegründet und erwarb die Marken Swanson TV Dinners, Open Pit und Vlasic Pickles von der Campbell Soup Company. 
Im Jahr 2003 hatte Pinnacle Foods seinen Börsengang an der New Yorker Börse, der seinen Eigentümern, der Private-Equity-Firma Blackstone Group, rund 580 Millionen US-Dollar einbrachte. Die Aktien begannen am 4. April unter dem Symbol PF bei 20 US-Dollar pro Aktie zu handeln, wodurch Pinnacle Foods mit einer Marktkapitalisierung von 2,3 Milliarden US-Dollar bewertet wurde. 
Im Jahr 2007 wurde Pinnacle Foods von der Blackstone Group, einer in New York City ansässigen Private-Equity-Firma, übernommen.
Im Mai 2014 gab Hillshire Brands bekannt, dass es Pinnacle Foods für 4,23 Mrd. $ in einem Bar- und Aktiendeal kauft. Zum Portfolio von Hillshire Brands gehören u. a. Jimmy Dean, Ball Park und Sara Lee. Am 30. Juni 2014 wurde jedoch bekannt, dass Pinnacle Foods den Verkauf an Hillshire Brands abgeblasen hat, wodurch Hillshire Brands von Tyson Foods übernommen werden konnte. Pinnacle sollte im Rahmen der Trennung von Hillshire eine Zahlung in Höhe von 163 Mio. US-Dollar erhalten und darüber hinaus voraussichtlich 25 Mio. US-Dollar an einmaligen Kosten im Zusammenhang mit dem abgeblasenen Verkauf. 
Im März 2016 wurde bekannt gegeben, dass CEO Robert Gamgort Pinnacle Foods verlassen würde, um neuer CEO von Keurig Green Mountain zu werden. 
Im Juni 2018 gab Conagra Brands bekannt, dass es Pinnacle Foods für 10,9 Milliarden US-Dollar  übernehmen werde. Der Verkauf wurde am 26. Oktober 2018 abgeschlossen und das Unternehmen wurde von der NYSE genommen.

## Marken

### Lebensmittel
- Armour Star (2006 von The Dial Corporation übernommen)
- Appian Way Pizza Crust Mix  (2006 von The Dial Corporation übernommen)
- Banner Sausage  (2006 von The Dial Corporation übernommen)
- Bernstein's dressings
- Brooks beans and chili
- Cream Cornstarch  (2006 von The Dial Corporation übernommen)
- Duncan Hines including Duncan Hines Comstock, Duncan Hines Wilderness (1997 von Procter & Gamble übernommen)
- Log Cabin Syrup (von Kraft Foods übernommen)
- Milwaukee's Pickles
- Mrs. Butterworth's (von Unilever übernommen)
- Nalley
- Open Pit barbecue sauce
- Smart Balance
- Vlasic
- Wish-Bone (2013 von Unilever übernommen)